# 학현초등학교
학현초등학교(鶴峴初等學校)는 대한민국 경기도 안산시에 있는 공립 초등학교이다.

## 연혁
- 2003년 3월 1일 : 개교